# Panorama of the Exposition, No. 1
Pour plus de détails, voir Fiche technique et Distribution.
Panorama of the Exposition, No. 1 est un film muet américain en noir et blanc sorti en 1901.

## Fiche technique
- Producteur : Siegmund Lubin